# Сараса (река)
Сараса — река в России, протекает по Алтайскому району Алтайского края. Устье реки находится в 83 км от устья реки Каменки по правому берегу. Длина реки составляет 37 км.

## Притоки
- 3 км: Большой Каим
- Арбанак
- 18 км: Малая Кыркыла (Сухой лог)
- 23 км: Большая Кыркыла (Черемшанка, Федоров лог)
- Комар
- Болучев

## Данные водного реестра
По данным государственного водного реестра России относится к Верхнеобскому бассейновому округу, водохозяйственный участок реки — Катунь, речной подбассейн реки — Бия и Катунь. Речной бассейн реки — (Верхняя) Обь до впадения Иртыша.